# Yannick Kergoat
Yannick Kergoat est un réalisateur, scénariste et monteur français.
Il a remporté le César du meilleur montage en 2001 pour Harry, un ami qui vous veut du bien.

## Biographie

### Cinéma et télévision
Yannick Kergoat collabore notamment avec Mathieu Kassovitz, Érick Zonca, Cédric Klapisch et Dominik Moll avec lequel il remporte un César du meilleur montage (Harry, un ami qui vous veut du bien), pour lequel son travail est reconnu pour le « sentiment d'oppression ambiante ». Il est le collaborateur régulier de Costa-Gavras depuis Amen (2002), de Rachid Bouchareb depuis Indigènes (2006), de Gilles Bourdos depuis Renoir (2012).
Il a réalisé plusieurs documentaires pour la télévision, notamment En course autour du monde pour la chaîne Arte et deux films sur et avec Régis Debray L'Envers du siècle I et II.
Pour le cinéma, il a écrit et coréalisé avec Gilles Balbastre le documentaire Les Nouveaux Chiens de garde (nommé comme meilleur documentaire au César 2011). Il est l'auteur et le réalisateur du documentaire La (Très) Grande Évasion sorti en salle fin 2021 (sélectionné au festival de San Sébastien et au HotDocs de Toronto).
Il est le co-auteur et le réalisateur de Personne n'y comprend rien, un documentaire sur l'affaire Sarkozy-Kadhafi sorti en salle le 8 janvier 2025.

### Autres activités
Il a fondé et anime les éditions Adespote, avec Emmanuelle Jay, de même que la société Logique Nouvelle qu'il dirige.
Il est co-animateur de l'association Acrimed,.

## Filmographie
Sauf indication contraire, les informations mentionnées dans cette section peuvent être confirmées par les bases de données cinématographiques IMDb et Allociné,  présentes dans la section « Liens externes ».

### Monteur
- 1997 : Assassin(s) de Mathieu Kassovitz
- 1998 : La Vie rêvée des anges d'Érick Zonca
- 2000 : Harry, un ami qui vous veut du bien de Dominik Moll
- 2000 : Le Secret de Virginie Wagon
- 2000 : Le Premier du nom de Sabine Franel
- 2001 : Immatriculation temporaire de Gahité Fofana
- 2001 : Tu ne marcheras jamais seul de Gilles Chevalier
- 2002 : Ni pour ni contre (bien au contraire) de Cédric Klapisch
- 2002 : Amen. de Costa-Gavras
- 2003 : Gothika de Mathieu Kassovitz
- 2003 : Mariées mais pas trop de Catherine Corsini
- 2005 : Le Couperet de Costa-Gavras
- 2005 : Les Invisibles de Thierry Jousse
- 2006 : Indigènes de Rachid Bouchareb
- 2007 : Astérix aux Jeux olympiques de Frédéric Forestier
- 2007 : Beluga de Jean-Marc Fabre
- 2008 : Eden à l'ouest de Costa-Gavras
- 2008 : Demain dès l'aube de Denis Dercourt
- 2009 : London River de Rachid Bouchareb
- 2009 : Story of Jen de François Rotger
- 2010 : Hors-la-loi de Rachid Bouchareb
- 2010 : The Host and the Cloud de Pierre Huyghe
- 2011 : Les Nouveaux Chiens de garde de Gilles Balbastre et lui-même
- 2012 : Renoir de Gilles Bourdos
- 2012 : Le Capital de Costa-Gavras
- 2013 : Juste like a woman de Rachid Bouchareb
- 2013 : Fifi hurle de joie de Mitra Farahani
- 2013 : L'Autre vie de Richard Kemp de Germinal Alvarez
- 2014 : La Voie de l'ennemi de Rachid Bouchareb
- 2014 : Lou ! Journal infime de Julien Neel
- 2015 : La Route d'Istanbul de Rachid Bouchareb
- 2016 : Itinéraire d'un candide Chapitre 1 et 2
- 2017 : Espèces menacées de Gilles Bourdos
- 2017 : Place à la révolution de Kiswendsida Parfait Kaboré
- 2017 : Vetal Nagri de Léandre Bernard-Brunel
- 2017 : Drôle de père d'Amélie van Elmbt
- 2018 : Le Flic de Belleville de Rachid Bouchareb
- 2020 : Cyril contre Goliath de Thomas Bornot
- 2022 : À vendredi, Robinson de Mitra Farahani
- 2022 : La (Très) grande évasion de lui-même

### Réalisateur
- 2011 : Les Nouveaux Chiens de garde (documentaire) coréalisé avec Gilles Balbastre
- 2016 : Régis Debray, itinéraire d'un candide (téléfilm documentaire en deux parties : Chapitre 1 : Révolution et Chapitre 2 : République)
- 2022 : La (Très) grande évasion (documentaire)
- 2025 : Personne n'y comprend rien (documentaire)

## Distinctions

### Récompenses
Sauf indication contraire, les informations mentionnées dans cette section peuvent être confirmées par les bases de données cinématographiques IMDb et Allociné,  présentes dans la section « Liens externes ».
- César 2001 : César du meilleur montage pour Harry, un ami qui vous veut du bien[11]
- César 2007 : nommé au César du meilleur montage pour Indigènes
- César 2013 : nommé au César du meilleur long métrage documentaire pour Les Nouveaux Chiens de garde

### Décoration
Chevalier de l'ordre des Arts et des Lettres en 2016